# گوشوو (سینیتسا)
گوشوو (به صربی: Goševo) یک منطقهٔ مسکونی در صربستان است که در سینیتسا واقع شده‌است. گوشوو ۷۰ نفر جمعیت دارد.